# The Woman (filme de 1915)
The Woman é um filme mudo, do gênero drama, produzido nos Estados Unidos, dirigido por George Melford e protagonizado por Theodore Roberts, James Neill, Ernest Joy, Raymond Hatton, Mabel Van Buren e Tom Forman. Foi lançado no dia 3 de maio de 1915 pela Paramount Pictures.